# Calymperes couguiense
Calymperes couguiense är en bladmossart som beskrevs av Bescherelle 1873. Calymperes couguiense ingår i släktet Calymperes och familjen Calymperaceae. Inga underarter finns listade i Catalogue of Life.